# Загубская Губа
Загубская Губа — озеро (фактически — залив реки Свирь). Площадь поверхности — 12,4 км². Лежит на высоте 4,3 м над уровнем моря. Глубина в северо-восточной части — 1,2 м.
На берегах находятся деревни Загубье и Куйвасарь. В озере кончается Староладожский канал, соединенный с озером руслом реки Сярдига. Берега заболочены, в летний период озеро сильно зарастает водной растительностью. Вдоль западного берега протянулась мель. Во время миграций птиц — озеро место массовой остановки водоплавающих и околоводных птиц. Озеро соединено с рекой Свирь.

## Данные водного реестра
По данным государственного водного реестра России относится к Балтийскому бассейновому округу, водохозяйственный участок реки — Свирь, речной подбассейн реки — Свирь (включая реки бассейна Онежского озера). Относится к речному бассейну реки Нева (включая бассейны рек Онежского и Ладожского озера).
Код объекта в государственном водном реестре — 01040100811102000016323.